# Бердянська вулиця (Мелітополь)
Бердянська вулиця — вулиця в Мелітополі, на Піщаному. Йде на південний схід від вулиці Павла Сивицького. Забудована приватними будинками. Довжина вулиці — 700 метрів.
Територія вулиці була зайнята городами від 1860-х років, 1839 року увійшла до складу міста, а сама вулиця була прорізана 1982 року.

## Розташування
Починається від вулиці Павла Сивицького, йде між вулицями Моторною та Курчатова (з'єднуючись з останньою міждворовим проїздом), закінчується двома проїздами, що ведуть на Моторну та Курчатова. Бердянська не виходить на більшу вулицю Михайла Оратовського, яка була вже забудована на момент прорізання Бердянської вулиці: від вулиці Михайла Оратовського Бердянську вулицю відокремлює 100 метрів та ряд житлових будинків.

## Історія
Бердянська — наймолодша з усіх сусідніх вулиць. Хоча територія, на якій знаходиться вулиця, входила до складу села Піщаного вже в 1860-ті роки, великі сільські городи нинішньої вулиці Бєлякова сходилися з городами нинішньої вулиці Михайла Оратовського, і жодних вулиць між вулицями Бєляковою та Михайла Оратовського на той час не було. В 1939 село Піщане увійшло до складу Мелітополя.
У 1966—1968 роках на місці городів між вулицями Михайла Оратовського (тоді Калініна) та Білякова були прокладені вулиці Грибоєдова, Курчатова та Моторна.
9 грудня 1982 року виконком міськради для наділення земельними ділянками під індивідуальне будівництво вирішив прорізати нову вулицю — Бердянську — між вулицями Моторною та Курчатова.

## Назва
Вулиця названа на честь міста Бердянська. Хоча сама Бердянська вулиця до Бердянська не веде, вона бере початок від вулиця Павла Сивицького, якою проходить автошлях М-14 «Одеса — Мелітополь — Новоазовськ», що веде з Мелітополя на Бердянськ.

## Інфраструктура
Вулиця переважно забудована одноповерховими будинками. Покриття ґрунтове, періодично грейдується. У 2008 році було відновлено практично відсутнє на той момент вуличне освітлення.